# 획뷘
획뷘(스웨덴어: Högbyn)은 스웨덴 베스테르노를란드 주 외른셸스빅스에 있는 마을이다.